# Labidiaster radiosus
Labidiaster radiosus is een zeester uit de familie Heliasteridae. De wetenschappelijke naam van de soort werd in 1871 gepubliceerd door Christian Frederik Lütken.